# Careproctus microstomus
Careproctus microstomus är en fiskart som beskrevs av Stein, 1978. Careproctus microstomus ingår i släktet Careproctus och familjen Liparidae. Inga underarter finns listade.